# 佩魯克角
佩魯克角（英語：Peruque Point），是南極洲的海岬，位於南喬治亞群島，處於福圖納灣西部，在1931年由英國海軍繪入地圖，該海岬由英國海外領土管轄。